# Attacco di Marsiglia
L'attacco di Marsiglia è stato un attacco terroristico avvenuto il 1º ottobre 2017 nella città di Marsiglia, in Francia, nei pressi della stazione di Saint-Charles.

## Storia
Il 1º ottobre 2017 un uomo accoltellò fatalmente due donne presso la stazione di Saint-Charles a Marsiglia. L'assalitore, rivelatosi poi un irregolare tunisino, fu abbattuto da soldati di pattuglia presenti sulla scena. Secondo testimoni, avrebbe compiuto l'attacco urlando il Takbīr. Le vittime furono due cugine di 20 e 21 anni, studentesse universitarie.

## Le indagini
Il perpetratore dell'attacco fu identificato come Ahmed Hanachi, di nazionalità tunisina e conosciuto per reati comuni, la cui presenza in Francia sarebbe stata illegale. Arrestato, e successivamente rilasciato, per furto a Lione proprio il giorno prima dell'attentato, Hanachi si era dichiarato "senza fissa dimora", "consumatore di droghe" e "divorziato". Ahmed Hanachi aveva inoltre vissuto per anni ad Aprilia, in Lazio, sposato con un'italiana e barcamenandosi tra lavoretti e piccoli reati. In Francia non era comunque monitorato come radicalizzato o possibile terrorista; ciononostante l'attentato fu immediatamente rivendicato dall'ISIS attraverso l'agenzia di stampa Amaq.
Per questi motivi l'attentato di Marsiglia è ritenuto dai sociologi specializzati in terrorismo un caso di attentato da parte di un cosiddetto lupo solitario senza addestramento, così come un esempio del legame tra criminalità comune e Jihādismo.
L'8 ottobre, dopo l'emissione di un mandato di cattura internazionale, il fratello di Ahmed, Anis Hanachi, venne arrestato a Ferrara, in Emilia-Romagna. Secondo gli inquirenti, Anis Hanachi sarebbe stato il responsabile della radicalizzazione del fratello, vista la sua precedente esperienza di foreign fighter in Siria. Anis era già stato respinto dall'Italia nel 2014, dopo aver raggiunto Favignana con un barcone insieme ad altri connazionali; la sua presenza nel Paese era stata in seguito segnalata dalle autorità francesi nei giorni successivi all'attacco. Secondo quanto dichiarato dagli investigatori tuttavia Anis Hanachi non aveva mostrato intenzioni di compiere attentati su suolo italiano.

## Le reazioni
Il presidente francese Emmanuel Macron elogiò l'efficienza dei soldati dell'Operatiòn Sentinelle che reagirono "con sangue freddo ed efficacia".